# 알렉산더 코크레인
알렉산더 잉글리스 코크레인 경(Sir Alexander Inglis Cochrane, 1758년 4월 23일 – 1832년 1월 26일)은 나폴레옹 전쟁 동안 영국 해군 상급 지휘관으로 총독의 지위에 올랐다. 그는 복무로 인해 기사 작위를 받았다.

## 해군 경력
알렉산더 잉글리스 코크레인은 던도널드 8대 백작인 스코틀랜드계 토마스 코크레인과 그의 아내 사이에 아들로 태어났다. 그는 어렸을 때 해군에 입대하여, 해군으로서 북미에서 복무를 했다. 그는 미국 독립 전쟁, 뉴올리언스 전투에도 참전했다.